# Коліцин
Коліцин — це один з бактеріоцинів, котрий продукується деякими штамами кишкової палички Escherichia coli та є токсичним для інших штамів. Коліцини вивільняються в навколишнє середовище, щоб зменшити конкуренцію з боку інших штамів бактерій. Коліцини зв'язуються з рецепторами зовнішньої мембрани, використовуючи їх для транслокації в цитоплазматичну мембрану або цитоплазму, де вони виявляють свою цитотоксичну дію, котра включає деполяризацію цитоплазматичної мембрани, посилення активності ДНКаз та РНКаз або інгібування синтезу муреїну.

## Структура
Коліцини, що утворюють канали (коліцини A, B, E1, Ia, Ib і N), є трансмембранними білками, які деполяризують цитоплазматичну мембрану, що призводить до розсіювання клітинної енергії. Ці коліцини містять щонайменше три домени: N-кінцевий домен транслокації, відповідальний за переміщення через зовнішню мембрану та периплазматичний простір (домен Т); центральний домен, відповідальний за розпізнавання рецепторів (R-домен); і С-кінцевий цитотоксичний домен, відповідальний за формування каналів у цитоплазматичній мембрані (С-домен). Домен R регулює мішень і зв'язується з рецептором на чутливій клітині. Т-домен бере участь у транслокації, кооптуючи механізм клітини-мішені. Домен С є доменом «знищення» і може створювати пори в мембрані клітини- мішені або діяти як нуклеаза, щоб розрізати ДНК або РНК в клітині-мішені.

## Транслокація
Більшість коліцинів здатні транслокуватись через зовнішню мембрану за допомогою дворецепторної системи, де один рецептор використовується для початкового зв'язування, а другий — для власне транслокації. Початкове зв'язування відбувається з рецепторами клітинної поверхні, такими як білки зовнішньої мембрани OmpF, FepA, BtuB, Cir і FhuA; коліцини були класифіковані відповідно до того, з якими рецепторами вони зв'язуються. Наявність специфічних периплазматичних білків, таких як TolA, TolB, TolC або TonB, необхідна для транслокації через мембрану.

## Генетична організація
Практично всі коліцини розміщуються на плазмідах. Є два основних класи коліциногенних плазмід — це великі плазміди з низьким числом копій і малі плазміди з високим числом копій. Більші плазміди несуть інші гени, а також оперон коліцину. Оперони коліцину зазвичай організовані з кількома основними генами. До них відносяться структурний ген коліцину, ген імунітету та білок вивільнення бактеріоцину (BRP), або ген лізису. Ген імунітету часто виробляється конститутивно, тоді як BRP зазвичай виробляється лише як зчитування стоп-кодону на структурному гені коліцину. Сам коліцин пригнічується реакцією SOS і може регулюватися іншими способами.
Збереження плазміди коліцину дуже важливо для клітин, які живуть зі своїми родичами, тому що якщо клітина втрачає ген імунітету, вона швидко піддається руйнуванню через циркулюючий коліцин. Водночас коліцин вивільняється з клітини, що його виробляє, лише за допомогою білка лізису, що призводить до загибелі цієї клітини. Цей суїцидальний механізм породження видається дуже дорогим, за винятком того факту, що він регулюється реакцією SOS, яка реагує на значні пошкодження ДНК. Коротко кажучи, вироблення коліцину може відбуватися лише в невиліковно хворих клітинах. Дослідницька група професора Клеантхауса в Оксфордському університеті широко вивчає коліцини як модельну систему для характеристики та дослідження білок-білкових взаємодій і розпізнавання.
База даних BACTIBASE — це база даних із відкритим доступом для бактеріоцинів, включаючи коліцини (переглянути повний список).